# Tanzania op de Olympische Zomerspelen 2004
Tanzania nam deel aan de Olympische Zomerspelen 2004 in Athene, Griekenland. De acht deelnemers kwamen allen uit op de atletiek.

## Deelnemers & Resultaten
(m) = mannen, (v) = vrouwen 
| Sport    | Olympiër (deelname)  | Discipline   | Resultaat    | Prestatie                                      |
| -------- | -------------------- | ------------ | ------------ | ---------------------------------------------- |
| Atletiek | Mwera Samwel         | 800 m (m)    | halve finale | serie 4: 1.45,30 NR (3e) HF: gediskwalificeerd |
| Atletiek | Mwera Samwel         | 1500 m (m)   | dns          | series: niet gestart                           |
| Atletiek | Fabiano Joseph Naasi | 5000 m (m)   | 23e tijd     | serie 2 : 13.31,89 (11e)                       |
| Atletiek | Fabiano Joseph Naasi | 10.000 m (m) | 10e          | 28.01,94                                       |
| Atletiek | John Yuda Msuri      | 10.000 m (m) | opgave       |                                                |
| Atletiek | Samson Ramadhani     | marathon (m) | 40e          | 2:20.38                                        |
| Atletiek | Zebedayo Bayo        | marathon (m) | opgave       |                                                |
| Atletiek | John Nada Saya       | marathon (m) | opgave       |                                                |
| Atletiek | Restituta Joseph     | 5000 m (v)   | 27e tijd     | serie 2: 15.45,11 (14e)                        |
| Atletiek | Banuelia Mrashani    | marathon (v) | opgave       |                                                |

Afghanistan · Albanië · Algerije · Amerikaanse Maagdeneilanden · Amerikaans-Samoa · Andorra · Angola · Antigua en Barbuda · Argentinië · Armenië · Aruba · Australië · Azerbeidzjan · Bahama's · Bahrein · Bangladesh · Barbados · België · Belize · Benin · Bermuda · Bhutan · Bolivia · Bosnië en Herzegovina · Botswana · Brazilië · Britse Maagdeneilanden · Brunei · Bulgarije · Burkina Faso · Burundi · Cambodja · Canada · Centraal-Afrikaanse Republiek · Chili · China · Chinees Taipei · Colombia · Comoren · Congo-Brazzaville · Congo-Kinshasa · Cookeilanden · Costa Rica · Cuba · Cyprus · Denemarken · Djibouti · Dominica · Dominicaanse Republiek · Duitsland · Ecuador · Egypte · El Salvador · Equatoriaal-Guinea · Eritrea · Estland · Ethiopië · Fiji · Filipijnen · Finland · Frankrijk · Gabon · Gambia · Georgië · Ghana · Grenada · Griekenland · Groot-Brittannië · Guam · Guatemala · Guinee · Guinee‑Bissau · Guyana · Haïti · Honduras · Hongarije · Hongkong · Ierland · IJsland · India · Indonesië · Irak · Iran · Israël · Italië · Ivoorkust · Jamaica · Japan · Jemen · Jordanië · Kaaimaneilanden · Kaapverdië · Kameroen · Kazachstan · Kenia · Kirgizië · Kiribati · Koeweit · Kroatië · Laos · Lesotho · Letland · Libanon · Liberia · Libië · Liechtenstein · Litouwen · Luxemburg · Macedonië · Madagaskar · Malawi · Malediven · Maleisië · Mali · Malta · Marokko · Mauritanië · Mauritius · Mexico · Micronesië · Moldavië · Monaco · Mongolië · Mozambique · Myanmar · Namibië · Nauru · Nederland · Nederlandse Antillen · Nepal · Nicaragua · Nieuw-Zeeland · Niger · Nigeria · Noord-Korea · Noorwegen · Oeganda · Oekraïne · Oezbekistan · Oman · Oostenrijk · Oost‑Timor · Pakistan · Palau · Palestina · Panama · Papoea-Nieuw-Guinea · Paraguay · Peru · Polen · Portugal · Puerto Rico · Qatar · Roemenië · Rusland · Rwanda · Saint Kitts en Nevis · Saint Lucia · Saint Vincent en Grenadines · Salomonseilanden · Samoa · San Marino · Sao Tomé en Principe · Saoedi-Arabië · Senegal · Servië en Montenegro · Seychellen · Sierra Leone · Singapore · Slovenië · Slowakije · Soedan · Somalië · Spanje · Sri Lanka · Suriname · Swaziland · Syrië · Tadzjikistan · Tanzania · Thailand · Togo · Tonga · Trinidad en Tobago · Tsjaad · Tsjechië · Tunesië · Turkije · Turkmenistan · Uruguay · Vanuatu · Venezuela · Verenigde Arabische Emiraten · Verenigde Staten · Vietnam · Wit-Rusland · Zambia · Zimbabwe · Zuid-Afrika · Zuid-Korea · Zweden · Zwitserland